# Скињано (Прато)
Скињано је насеље у Италији у округу Прато, региону Тоскана.
Према процени из 2011. у насељу је живело 792 становника. Насеље се налази на надморској висини од 476 м.